# Bemar (kuchnia)

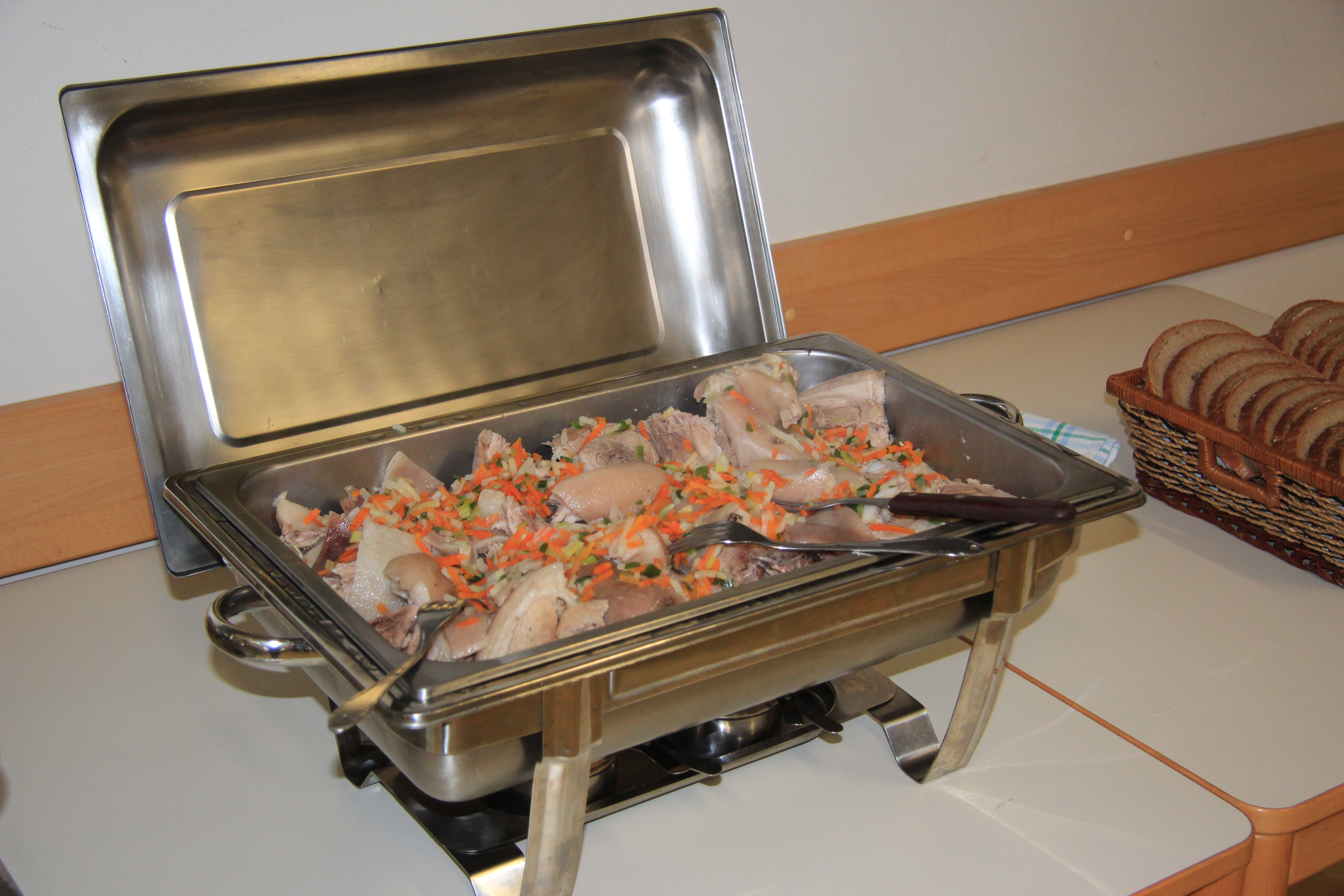
Mały bemar przenośny

Bemar (franc. bain-marie) należy do wyposażenia kuchni. Jest to rodzaj podgrzewacza, zwykle w postaci wózka, do którego wkłada się naczynia z potrawami. Zastosowanie bemara wodnego, gdzie temperaturę utrzymywały palniki gazowe, pozwalało na zachowanie ciepła potraw bez obawy przypalenia nawet przez okres 1 godziny po wydaniu z kuchni.
Nowoczesne bemary (często w postaci wielopiętrowych szafek na kółkach) posiadają przyłącza elektryczne, dzięki czemu mogą przez dłuższy czas utrzymywać ciepło, a nawet podgrzewać potrawy. Bemary stosuje się w gastronomii, szpitalnictwie. Często są wbudowywane w lady bufetowe zakładów garmażeryjnych.  We Francji stosowane od pierwszej połowy XX wieku.